# Guido Sembenotti
Guido Sembenotti (Trento, 2 gennaio 1930 – Trento, 21 dicembre 2009) è stato un politico italiano, importante esponente del movimento autonomista trentino.

## Biografia
Dottore commercialista, ha operato nel campo della consulenza aziendale con un proprio studio fin dal 1957.
Nel 1961, su insistenza di Enrico Pruner, si iscrive al Partito Popolare Trentino Tirolese e nel 1963 ne diventa presidente. Nel 1964 viene eletto al Consiglio regionale del Trentino-Alto Adige e vi rimane per tre legislature, fino al 1978, quando sceglie di non ricandidarsi.
Dopo che il PPTT si spacca fra l'Unione Autonomista Trentino Tirolese di Franco Tretter e l'Autonomia Integrale di Enrico Pruner, Sembenotti decide inizialmente di non schierarsi, ma viene poi convinto da Tretter a candidarsi con l'UATT: ritorna così in regione per un'altra legislatura, dal 1983 al 1988. Dal 1983 al 1986 è anche Presidente del Consiglio regionale. Nel 1986 si dimette per la tradizionale "staffetta" con un altoatesino e dovrebbe diventare vicepresidente, ma al suo posto viene eletto Giorgio Tononi. Sembenotti dà le dimissioni che però vengono respinte.
Sposato con Rita Bortolotti, ha avuto quattro figli. Il secondo, Marco, è stato anch'egli consigliere regionale, eletto con una lista civica di centro-destra.